# Le Plessis-Lastelle
Le Plessis-Lastelle – miejscowość i gmina we Francji, w regionie Normandia, w departamencie Manche.
Według danych na rok 1990 gminę zamieszkiwało 266 osób, a gęstość zaludnienia wynosiła 18 osób/km² (wśród 1815 gmin Dolnej Normandii Le Plessis-Lastelle plasuje się na 625. miejscu pod względem liczby ludności, natomiast pod względem powierzchni na miejscu 249.).